# Raionul Lokaci, Volînia
Lokaci (în ucraineană Локачинський район, transliterat: Lokaciînskîi raion) este un raion în regiunea Volînia, Ucraina. Reședința sa este așezarea de tip urban Lokaci.

## Demografie
Componența lingvistică a raionului Lokaci
     Ucraineană (99,37%)
     Alte limbi (0,58%)
Conform recensământului din 2001, majoritatea populației raionului Lokaci era vorbitoare de ucraineană (99,37%), existând în minoritate și vorbitori de alte limbi.